# Cieśnina Otranto

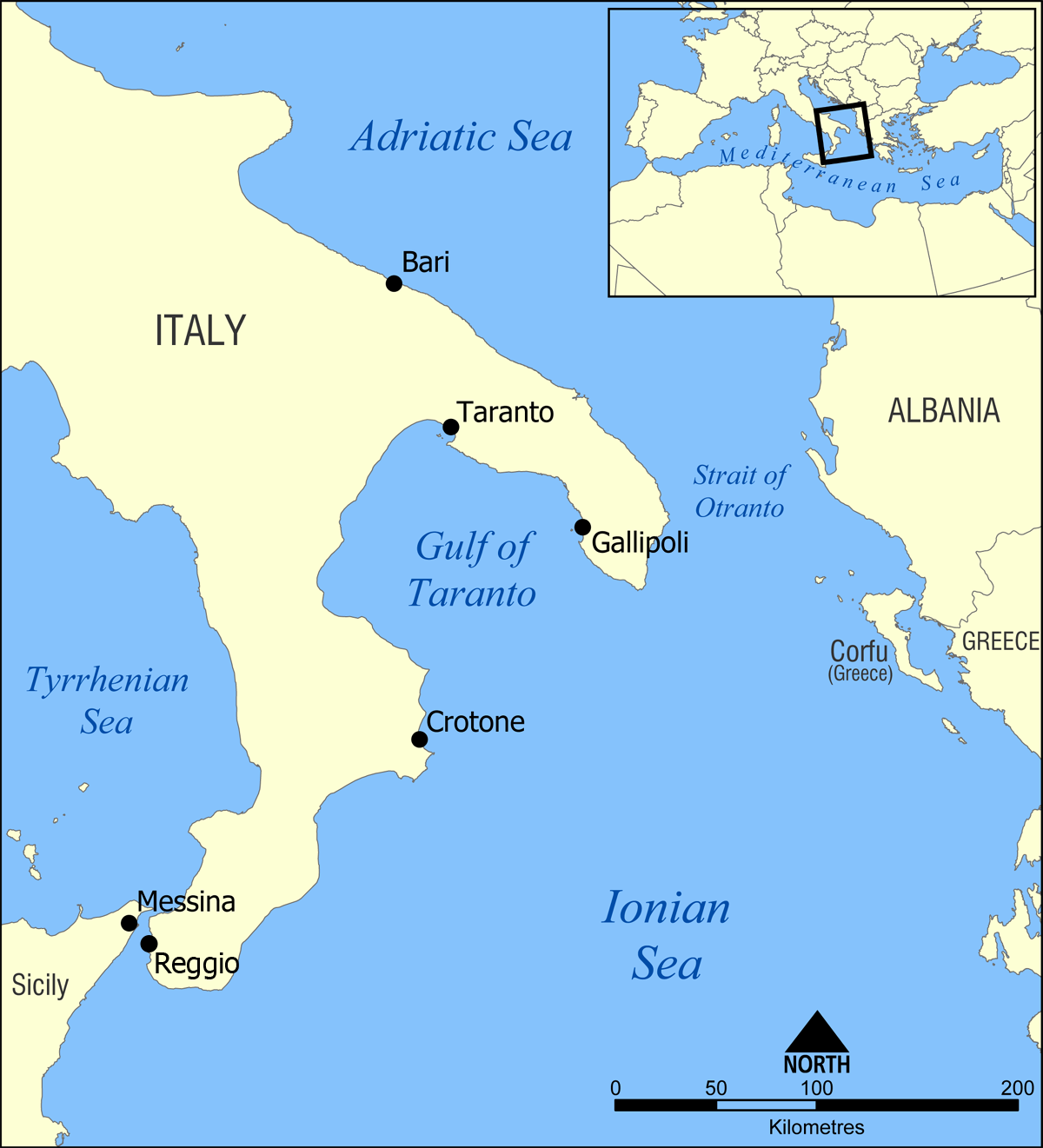
Mapa Cieśniny Otranto

Cieśnina Otranto (wł. Canale d’Otranto, alb. Gjiri i Otrantos) – cieśnina łącząca Morze Adriatyckie z Morzem Jońskim i oddzielające od siebie półwyspy Apeniński i Bałkański.
Długość cieśniny wynosi 70 km, najmniejsza szerokość 75 km, maksymalna głębokość – 978 m.

## Historia
Cieśnina miała szczególne strategiczne znaczenie podczas I wojny światowej. Sprzymierzone floty Włoch, Francji i Wielkiej Brytanii próbowały – przy pomocy blokowania jej, głównie lekkimi siłami nawodnymi – uniemożliwić okrętom Marynarki Wojennej Austro-Węgier przedostanie się na Morze Śródziemne i tym samym trzymać je z dala od głównego teatru wojny morskiej.
Blokada okazała się jednak niezbyt szczelna dla austro-węgierskich i niemieckich U-Bootów, które dość łatwo wydostawały się z Adriatyku i stanowiły istotne zagrożenie dla żeglugi sprzymierzonych do końca wojny.
W latach 1997 i 2004 blisko 100 osób straciło życie w wodach cieśniny próbując wydostać się z ogarniętej konfliktem wewnętrznym i kryzysem ekonomicznym Albanii.